# Maryut-meer
Het Maryut-meer (Arabisch: بحيرة مريوط Boḥēret Maryūṭ) is een brakwatermeer in het noorden van Egypte. Het meer ligt in de Nijldelta, in de buurt van de stad Alexandrië. Het merengebied besloeg 200 vierkante kilometer en had aan het begin van de 20e eeuw een bevaarbaar kanaal. Hierna is het meer geslonken en aan het begin van de 21e eeuw beslaat het slechts ongeveer 50 vierkante kilometer. De naam van het meer is afgeleid van de gehelleniseerde naam Mareotis (Oudgrieks: Μαρεῶτις) of Marea, zoals het werd genoemd in de Ptolemeïsche periode.

## Geschiedenis
In de oudheid was het meer veel groter dan het nu is, het strekte zich verder uit naar het zuiden en westen en besloeg ongeveer 700 vierkante kilometer. Het had geen mond die met de Middellandse Zee in verbinding stond en werd via een aantal kanalen gevoed met Nijlwater. Tegen de 12e eeuw was het meer geslonken tot een verzameling zoutmeren en zoutpannen en in de late middeleeuwen was het opgedroogd.
Minstens 250 jaar geleden was het water in het meer zoet en een groot deel ervan zou opdrogen in de periode net voordat de Nijl weer overstroomde. Een storm in 1770 brak door de zeewering bij Aboukir, waardoor een zeewatermeer ontstond dat bekend staat als het Aboukir-meer. Het zoute water werd gescheiden van het Maryut-meer door het kanaal waardoor zoet water van de Nijl naar Alexandrië kon stromen. Als onderdeel van het Beleg van Alexandrië sneden de Britten op 13 maart 1801 het kanaal door, waardoor een grote stroom zeewater van het Aboukir-meer naar het Maryut-meer kon stromen. Hierdoor hield het Aboukir-meer op te bestaan, en het Maryut-meer werd brak in plaats van zoet.
Toen de Britten in de tijd van Napoleon het meer openden voor de zee, veroorzaakte dit een zoutwatervloed die 150 dorpen verwoestte. Het doorbreken van de dijken door de Britten in 1801 vulde het Maryut-meer opnieuw, zodat het plotseling zijn oude grootte terugkreeg. Het meer werd gevuld met zout water in plaats van het vroegere zoete water en verder was het meer te ondiep voor scheepvaart. De toegang van Alexandrië tot de Nijl ging verloren, waardoor de aanleg van het Mahmoudiyah-kanaal van Alexandrië naar de Nijl in 1820 noodzakelijk was.
Het Maryut-meer wordt gescheiden van de Middellandse Zee door de smalle landengte waarop de stad Alexandrië is gebouwd. De oever van het meer is de thuisbasis van visserij en zoutwinning. Al in het begin van de 20e eeuw werd gedocumenteerd dat zout werd geraffineerd uit het westelijke deel van het meer.

## Afbeeldingen

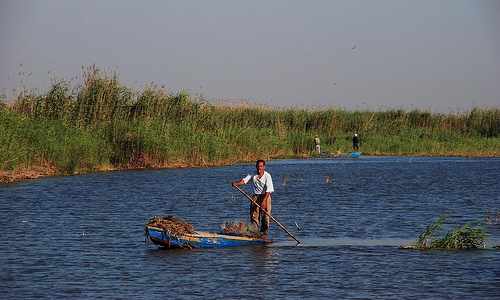
Een visser op het Maryut-meer
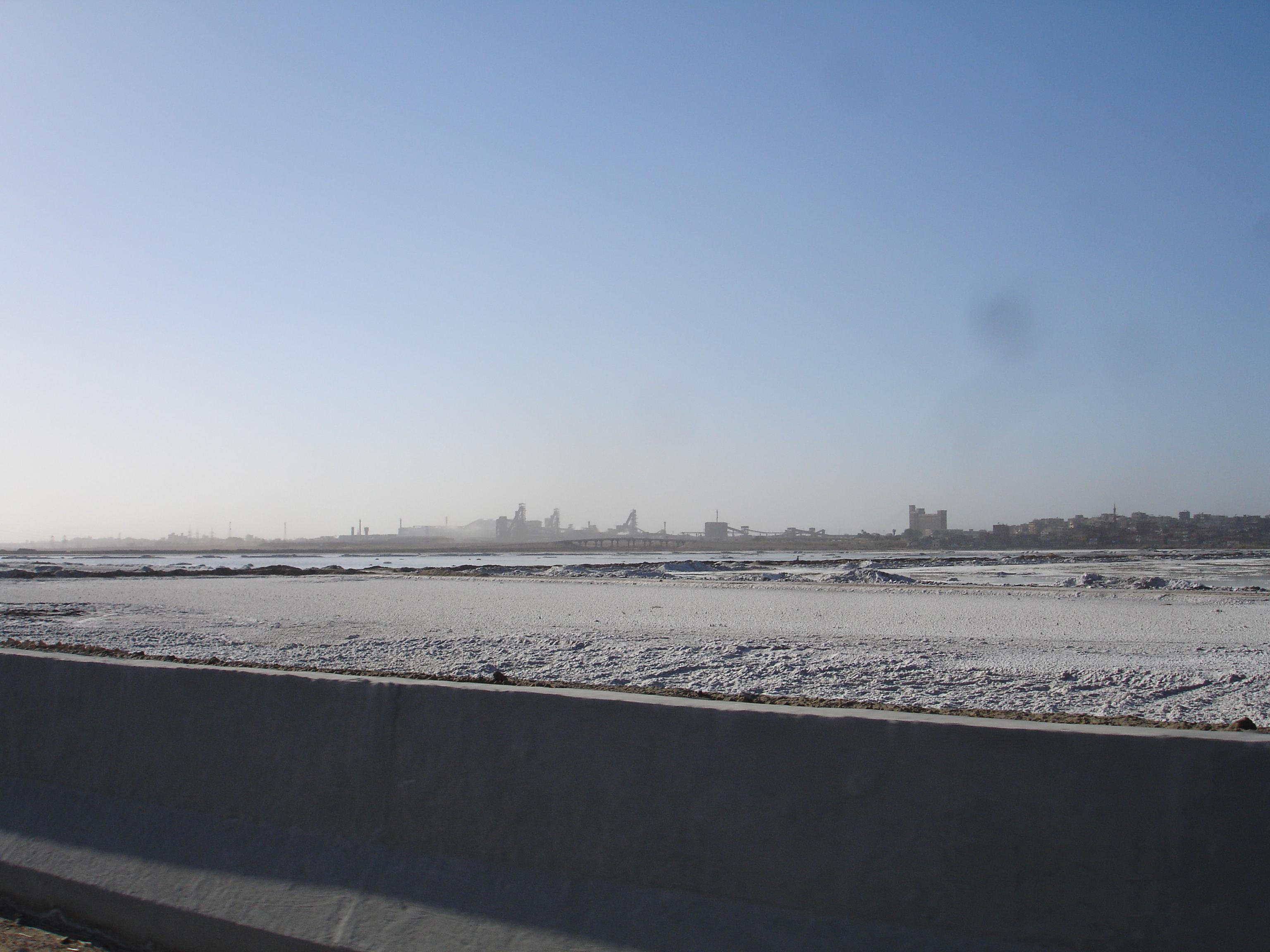
Zoutraffinaderij
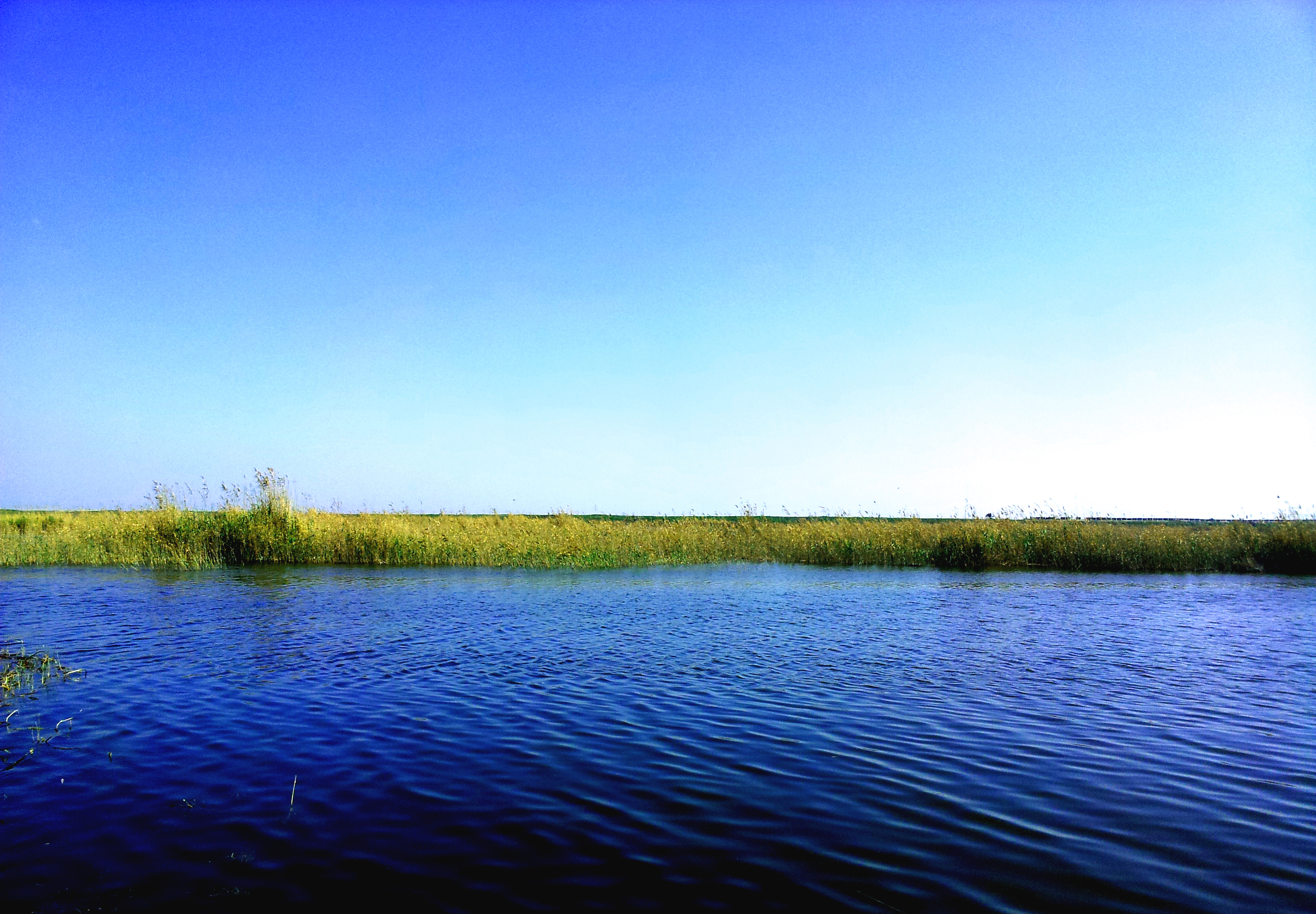
Natuurlijke oever